# 高铼酰氟
高铼酰氟是一种无机化合物，化学式ReO3F。

## 制备
高铼酰氟可以由高铼酰氯、高铼酸钾或七氧化二铼和氟化氢反应而成：
ReO3Cl + HF → ReO3F + HCl
KReO4 + 2 HF → KF + ReO3F + H2O
Re2O7 + 2 HF → 2 ReO3F + H2O
它也可以由三氧化铼和氟气在90~150°C下反应而成，反应也会产生其它氟氧化物ReOF5和ReO2F3。

## 性质
高锰酰氟是无定形的黄色固体，长时间加热后变成无色的针状晶体。它呈聚合物结构，是单斜晶系的，空间群 P2/c (No. 13)，晶格参数 a = 670.9(2) pm、b = 596.6(2) pm、c = 1030.6(4) pm和β = 90.057(7)°。

## 反应
高铼酰氟遇水水解，生成高铼酸：
ReO3F + H2O → HReO4 + HF
它和供体溶剂（如乙醚、甲醚、THF）生成通式ReO3F·2L的加合物。